# Реджина Кинг
Реджина Рене Кинг (на английски: Regina Rene King) е американска актриса и режисьор.

## Биография
Родена е на 15 януари 1971 година в Лос Анджелис в афроамериканско семейство на електротехник и учителка.
От 1985 до 1990 година играе в телевизионния сериал 227, учи известно време в Южнокалифорнийския университет. През следващите години работи в телевизията и киното, участвайки във филми като „Рей“ (Ray, 2004), „Историята на Пепеляшка“ (A Cinderella Story, 2004), сериала „Американско престъпление“ (American Crime, 2015), за който получава три награди „Еми“ за поддържаща роля, „Ако „Бийл Стрийт“ можеше да говори“ (If Beale Street Could Talk, 2018), за който получава „Оскар“ за поддържаща роля.
От 2005 до 2014 г. озвучава Хюи Фрийман и Райли Фрийман в анимационния сериал „Буундокс“.

## Избрана филмография

### Кино
| Година | Филм                               | Оригинално заглавие                   | Роля            | Режисьор               |
| ------ | ---------------------------------- | ------------------------------------- | --------------- | ---------------------- |
| 1996   | Джери Магуайър                     | Jerry Maguire                         | Марси Тидуел    | Камерън Кроу           |
| 1998   | Обществен враг                     | Enemy of the State                    | Карла Дийн      | Тони Скот              |
| 2003   | Таткова градина                    | Daddy Day Care                        | Кимбърли Хинтън | Стив Кар               |
| 2003   | Професия блондинка 2               | Legally Blonde 2: Red, White & Blonde | Грейс Роситър   | Чарлс Хърман-Уърмфийлд |
| 2004   | Историята на Пепеляшка             | A Cinderella Story                    | Ронда           | Марк Росман            |
| 2004   | Рей                                | Ray                                   | Марджи Хендрикс | Тейлър Хакфорд         |
| 2018   | Ако „Бийл Стрийт“ можеше да говори | If Beale Street Could Talk            | Шарън Ривърс    | Бари Дженкинс          |

### Телевизия
| Година    | Филм                     | Оригинално заглавие | Роля                        | Бележки                                    |
| --------- | ------------------------ | ------------------- | --------------------------- | ------------------------------------------ |
| 2001/2010 | 24                       | 24                  | Сандра Палмър               | сезон 6                                    |
| 2005-2014 | Буундокс                 | The Boondocks       | Хюи Фрийман и Райли Фрийман | сезон 1-4                                  |
| 2015/2017 | Американско престъпление | American Crime      | Алия Шадид                  | повтаряща се роля (сезон 1)                |
| 2015/2017 | Американско престъпление | American Crime      | Тери Лакроа                 | главна роля (сезон 2)                      |
| 2015/2017 | Американско престъпление | American Crime      | Кимара Уолтърс              | главна роля (сезон 3)                      |
| 2015/2017 | Останалите               | The Leftovers       | Ерика Мърфи                 | главна роля (сезон 2); гост роля (сезон 3) |